# 孝門駅
孝門駅（ヒョムンえき）は、大韓民国蔚山広域市北区にかつて存在した韓国鉄道公社東海線（旧東海南部線）の駅である。

## 歴史
- 1992年8月20日：同日廃止になった旧兵営駅を代替する形で開業。
- 2007年6月1日：旅客取扱中止。
- 2013年11月7日：釜山鎮起点73.4kmに変更[1]
- 2016年4月29日：釜山鎮起点72.7kmに変更[2]。
- 2016年12月30日：東海南部線が東海線に編入。
- 2021年12月28日 - 東海線複線電鉄化に伴う新設切り替えにより廃止。

## 隣の駅
韓国鉄道公社
東海線
太和江駅 - 孝門駅 - 虎渓駅